# Liège-Bastogne-Liège 1922
La 12e édition de Liège-Bastogne-Liège a eu lieu le 9 avril 1922 et a été remportée par le Belge Louis Mottiat. C'est la deuxième victoire du cycliste hennuyer à la Doyenne. Il avait déjà remporté la course l'année précédente.
Un groupe de vingt hommes se présente à l'arrivée de cette douzième édition de la Doyenne. Le sprint est gagné par Louis Mottiat devant Albert Jordens et Laurent Seret. 43 coureurs étaient au départ et 30 à l'arrivée. Les coureurs arrivant entre la huitième et la vingtième place n'ont pas pu être classés.

## Classement
| n° | Coureur                             | Équipe                              | Temps                               |
| -- | ----------------------------------- | ----------------------------------- | ----------------------------------- |
| 1  | Louis Mottiat                       | Alcyon                              | 7 h 27 min 30 s                     |
| 2  | Albert Jordens                      | Automoto-Russell                    | m.t.                                |
| 3  | Laurent Seret                       | -                                   | m.t.                                |
| 4  | Jules-Richard Matton                | Delage-Caesar                       | m.t.                                |
| 5  | Hubert Noël                         | -                                   | m.t.                                |
| 6  | Henri Hanlet                        | -                                   | m.t.                                |
| 7  | Jacques Coomans                     | -                                   | m.t.                                |
| 8  | 13 coureurs ont été classés ex æquo | 13 coureurs ont été classés ex æquo | 13 coureurs ont été classés ex æquo |